# Corpet-Louvet

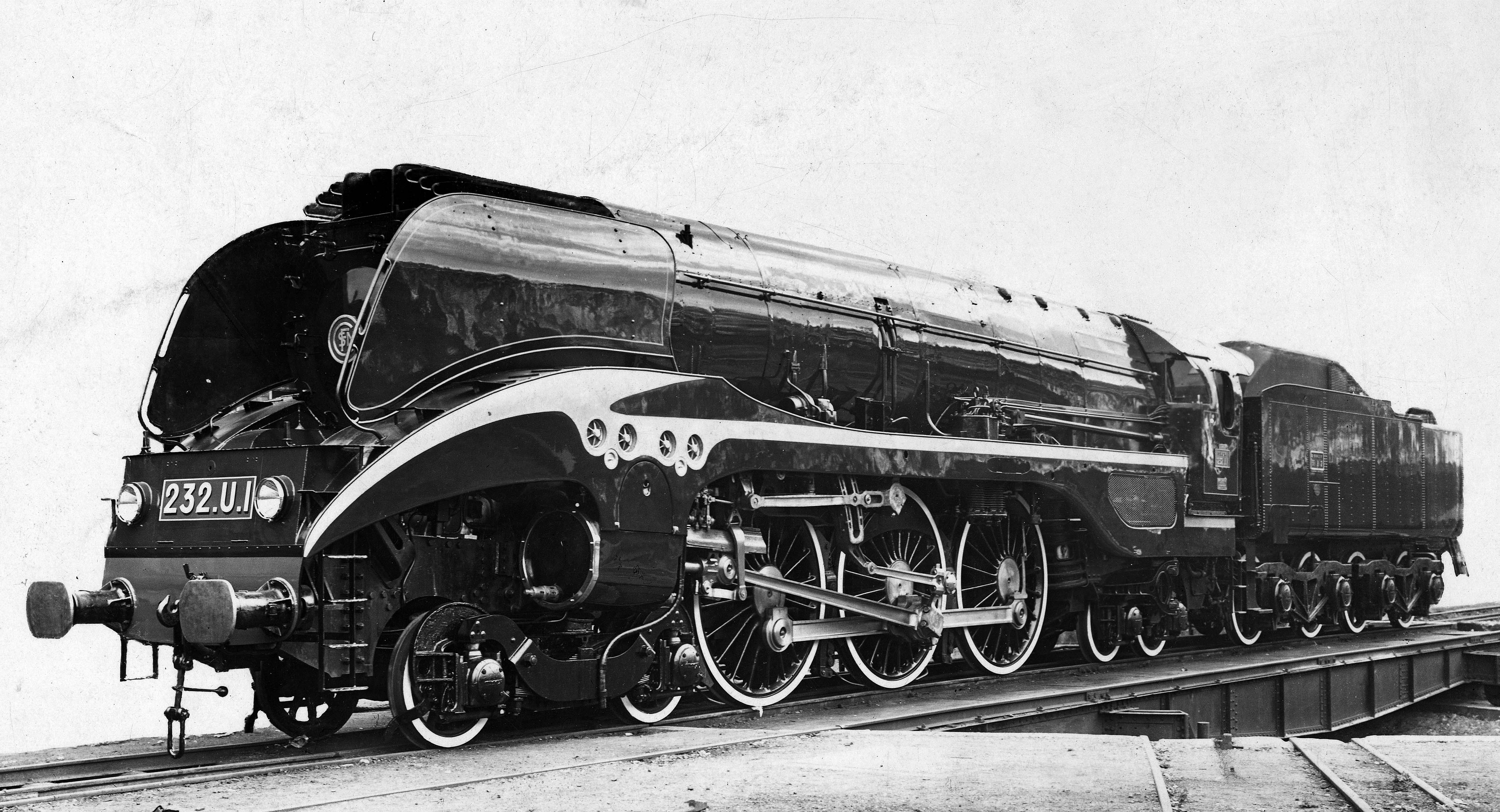
SNCF 232. U.1 en una fotografía del fabricante (Máquina no. 1908 de 1949)

Corpet-Louvet fue un fabricante de locomotoras de vapor con sede en París, Francia, operativo como constructor entre 1868 y 1953, aunque posteriormente se ha dedicado a fabricar maquinaria bajo licencia. 

## Historia
Fundada en 1855 como Anjubault, con sede en la Avenida Phillippe-Auguste en París, Lucien Corpet se hizo cargo de la empresa en 1868. La hija de Corpet, Marguerite, se casó con Lucien Louvet, el ingeniero de la Compagnie Meusienne des Chemins de Fer, que utilizó las locomotoras de Corpet. Corpet murió en 1889, y Louvet asumió la dirección de la empresa. En 1912, el negocio se mudó a unas nuevas instalaciones en La Corneuve, y se formó una compañía de responsabilidad limitada, Corpet, Louvet et Compagnie. La última locomotora de vapor fue construida en 1953, pero la compañía todavía sigue operativa, fabricando equipos de movimiento de tierras "Caterpillar" bajo licencia.

## Locomotoras

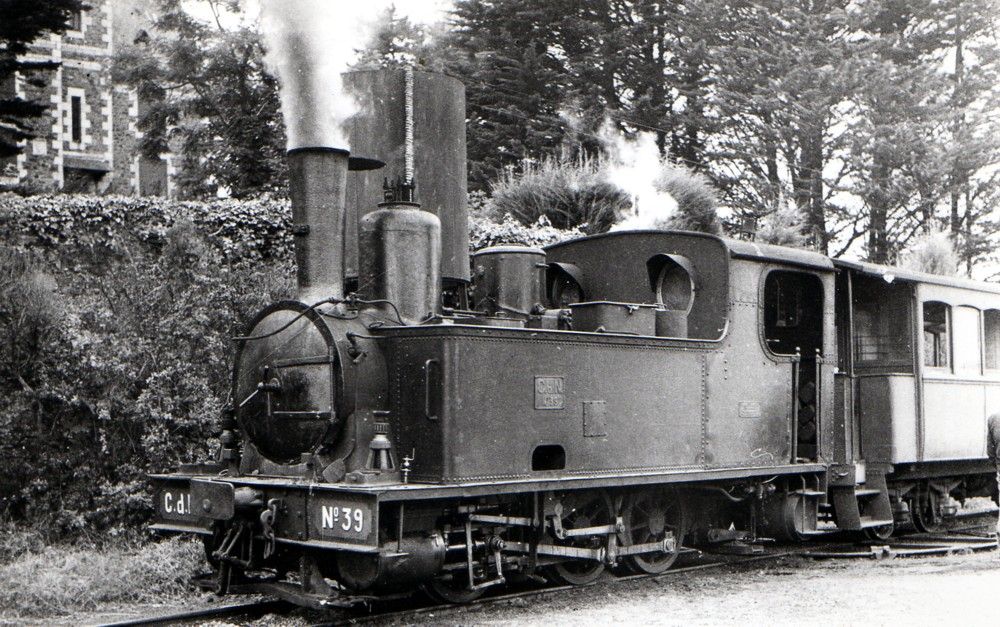
Chemin de fer des Côtes du Nord # 39 (Máquina no. 1682 de 1925)

Las locomotoras construidas por Corpet-Louvet tenían cuatro nombres diferentes en las placas de trabajo. 

### Anjubault

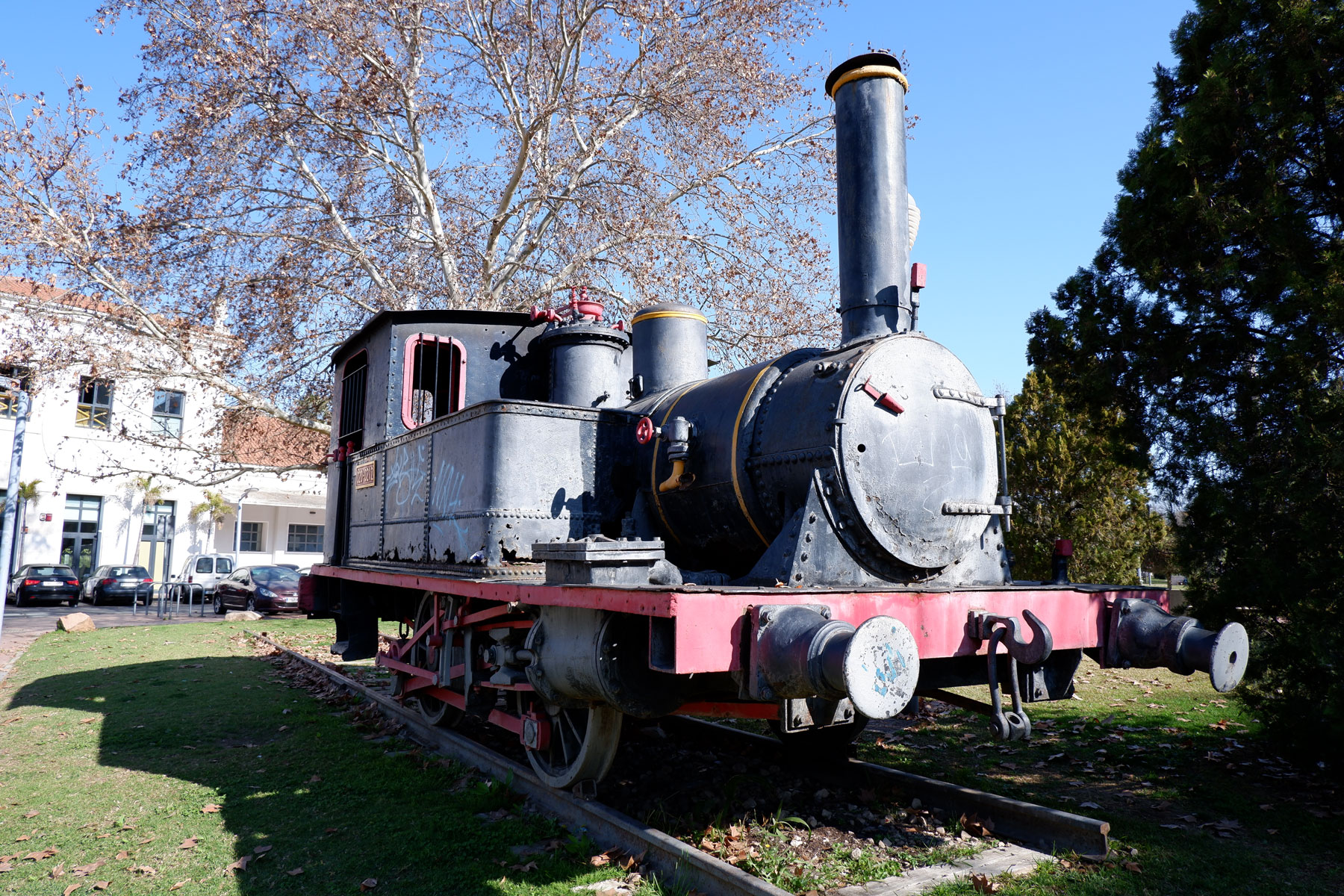
Locomotora nº 105 de A. Anjubault en la antigua estación de Córdoba (España)

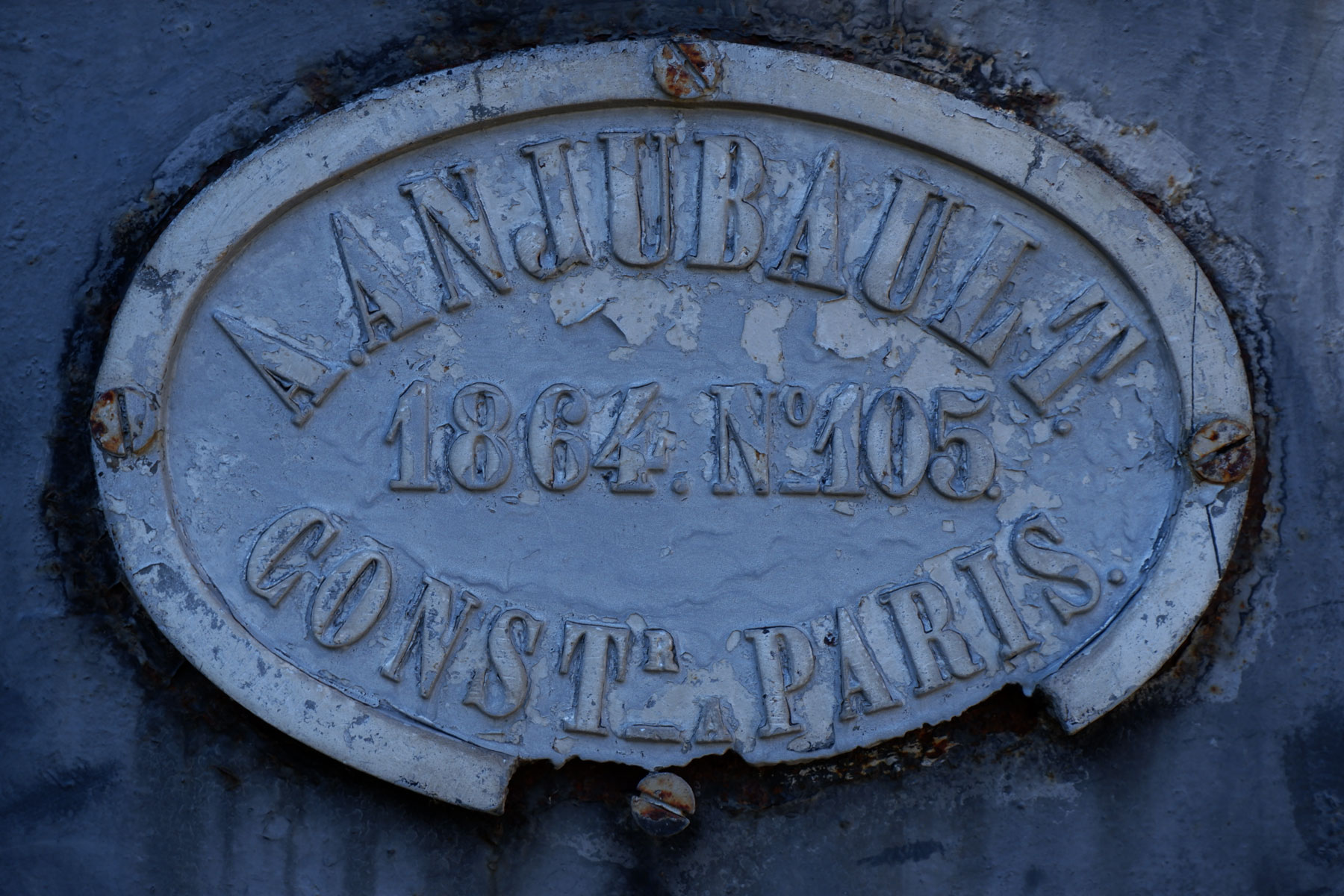
Placa de la locomotora de Córdoba (España)

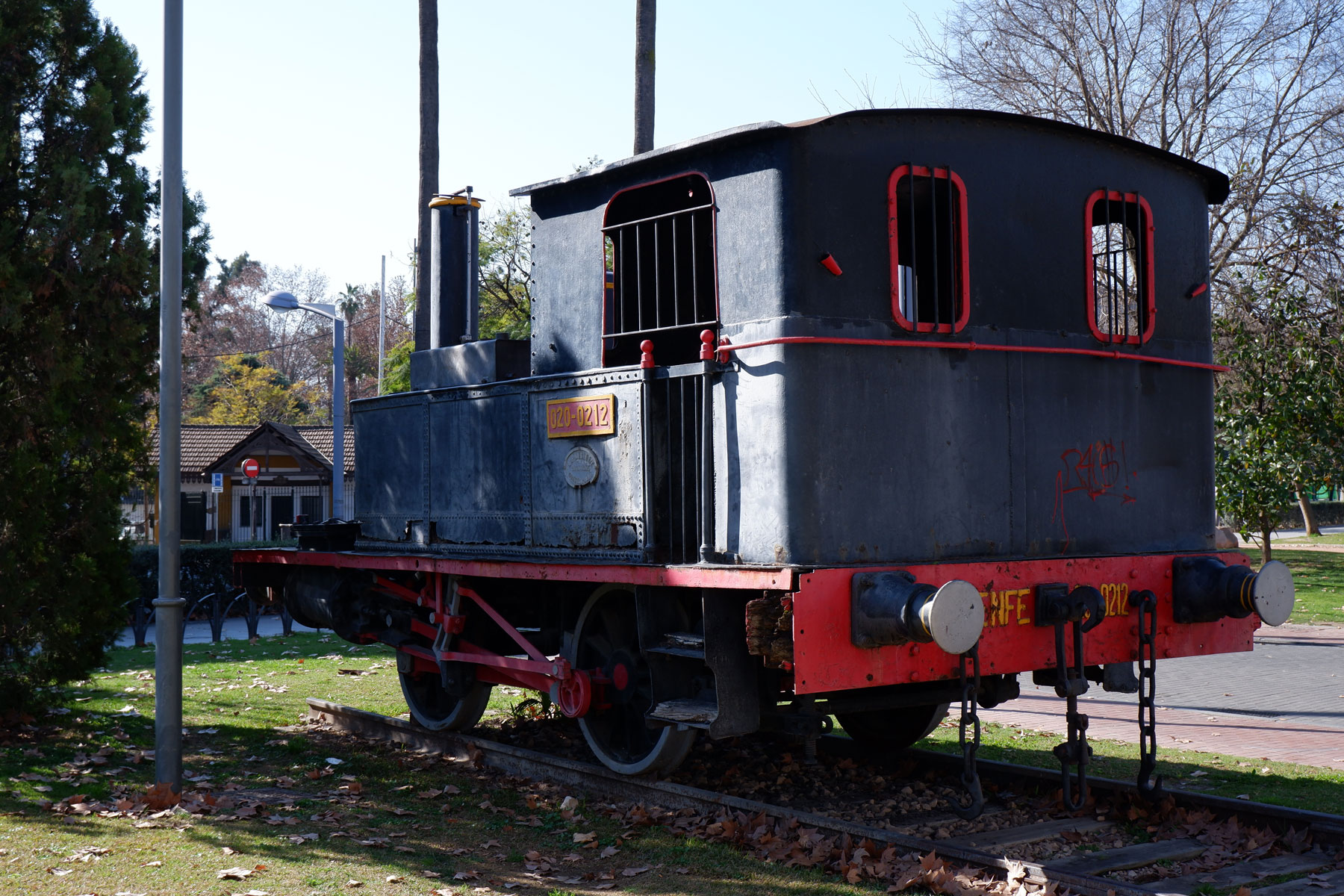
Locomotora nº 105 de A. Anjubault en la antigua estación de Córdoba (España)

Las máquinas con números del 1 al 121 llevaron placas de fábrica con el nombre de Anjubault. Las tres primeras locomotoras se construyeron para la Compañía de Orsay y se llamaron L'Yvette, L'Orge y Le Florian. Todas eran de ancho estándar. Casi todas las locomotoras de Anjubault eran de cuatro ruedas acopladas (dos a cada lado), pero la máquina número 4 bis (un número de serie duplicado) era una locomotora de seis ruedas acopladas, construida para la Compagnie Est-Landon en 1858. La mayoría de las locomotoras de Anjubault se vendieron a contratistas que construyeron nuevas líneas ferroviarias en Francia. Se sabe que algunas máquinas se vendieron en la India, Rusia, España y Suiza.

### L Corpet
Los números de serie 122 a 565 llevaron placas de fábrica con el nombre de L Corpet. En las décadas de 1870 y 1880, Lucien Corpet continuó construyendo locomotoras de cuatro ruedas acopladas y también comenzó a construir locomotoras de seis ruedas acopladas, incluidas algunas diseñadas para poder ser adaptadas. Este diseño fue introducido en 1880. Las primeras locomotoras de ancho métrico construidas para ferrocarriles ligeros fueron las máquinas números 314 y 315, construidas para el Chemin de Fer de Cambrésis en 1880 y 1881. Corpet introdujo el mecanismo de válvulas Brown en algunas de sus locomotoras en 1881. Este sistema fue muy utilizado por la Fábrica Suiza de Locomotoras y Máquinas en Winterthur, Suiza. Las máquinas con números de serie 341-44 fueron las primeras locomotoras Corpet con sistemas de válvulas Brown.

### Vve L Corpet & L Louvet

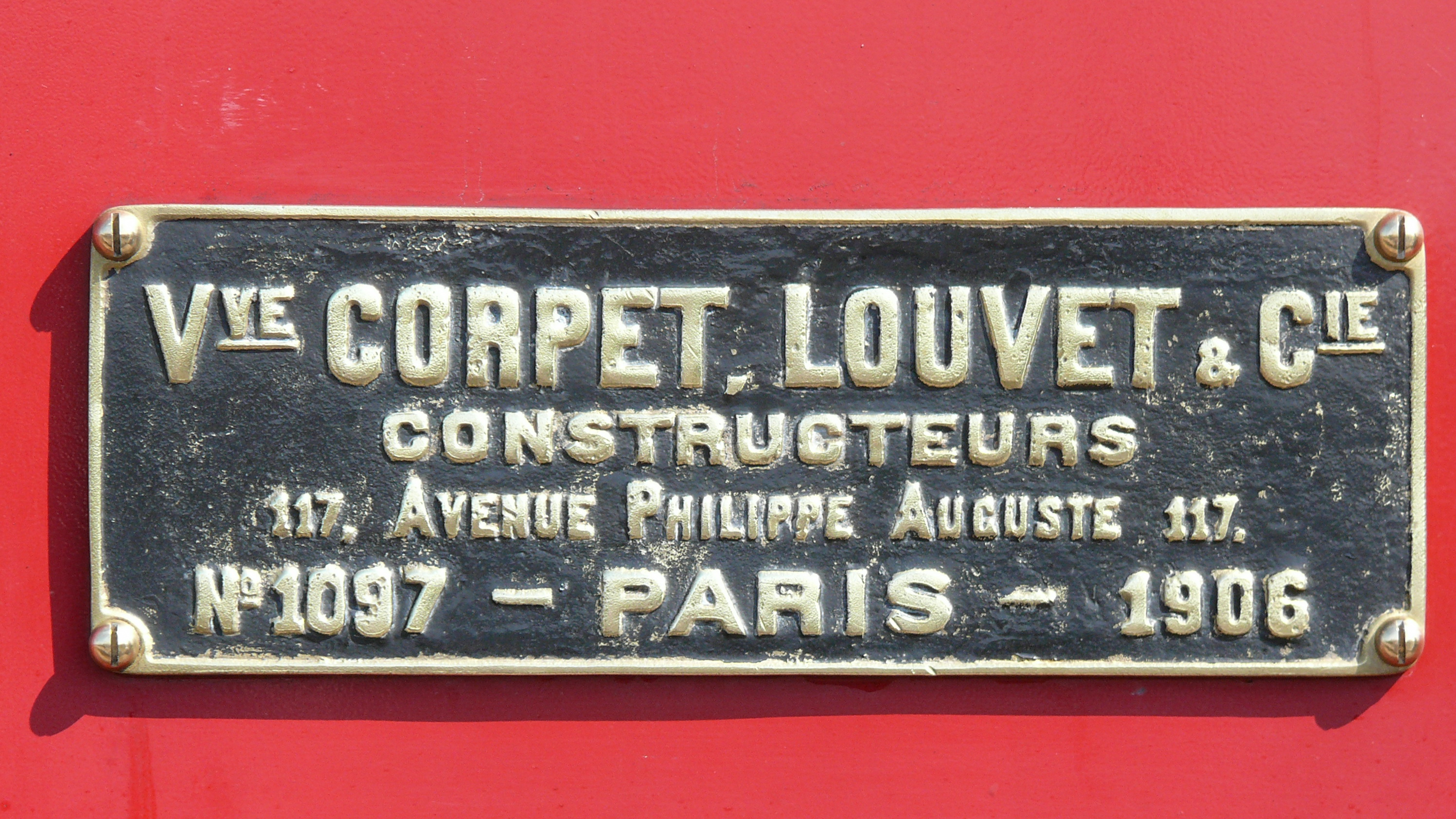
Placa de fábrica N° 1097 de 1906: Transports de l'Aisne #1

Las máquinas con números de serie 566 a 1415 llevaban placas de fábrica con el nombre Vve L Corpet y L Louvet. A finales de la década de 1880 y en la década de 1890, se construyeron numerosos ferrocarriles ligeros en Francia, muchos de ellos de ancho métrico. Las locomotoras con depósito incorporado de seis ruedas acopladas de ancho métrico formaron la mayor parte de la producción de Corpet-Louvet hasta el estallido de la Primera Guerra Mundial. En las Ardenas, los ferrocarriles ligeros se construyeron con ancho de vía de 800 mm. Corpet-Louvet suministró catorce locomotoras entre 1895 y 1906. La línea y las locomotoras se convirtieron luego al ancho métrico. Corpet-Louvet también construyó locomotoras Mallet, siendo las primeras 0-4-4-0 construidas en 1897 para los tranvías en Vapeur d'Ille y Vilaine. Las máquinas con números de serie 1409-13 fueron 0-6-6-0 Mallet, construidas para el Chemin de Fer du Centre. Estas fueron las locomotoras de ancho métrico más grandes construidas por Corpet-Louvet.

### Corpet, Louvet & Compagnie

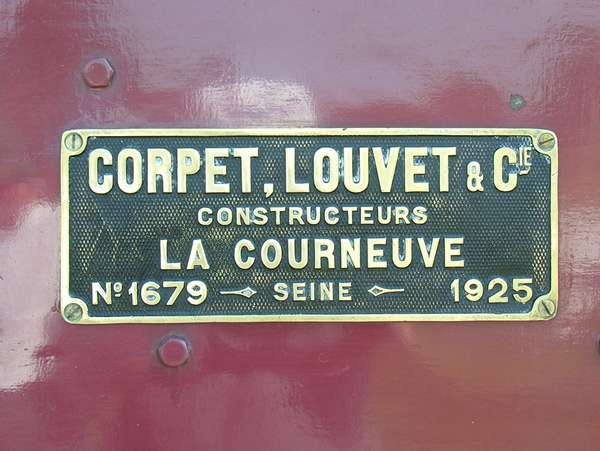
Placa de fábrica de la máquina n. 1679 (1925): Chemin de Fer des Côtes-du-Nord # 36

Las máquinas de números 1416 a 1962 llevaban placas de fábrica con el nombre Corpet, Louvet & Compagnie. La producción fue severamente afectada por la Primera Guerra Mundial, con solo tres locomotoras vendidas en 1915 y ninguna en 1916. Durante la década de 1920, la producción consistió principalmente en máquinas con depósito incorporado, seis ruedas acopladas y ancho métrico. A principios de la década de 1930, la producción fue principalmente para ancho estándar (1435 mm),  las  locomotoras  0-8-0-ST y 2-10-2ST. La Gran Depresión afectó fuertemente a la empresa, con solo dos locomotoras entregadas en 1934, 1935, 1936 y 1938. No se entregaron nuevas locomotoras en 1937 o 1939. Durante la Segunda Guerra Mundial, las locomotoras en construcción cuando París fue invadida se completaron, pero algunas de ellas no pudieron entregarse a sus clientes previstos, y se pusieron en servicio en Francia. Las locomotoras más grandes construidas por Corpet-Louvet fueron diez locomotoras 2-10-2 T construidas para SNCF en 1940-42. Pesaban 91 toneladas. Seis locomotoras estándar ST 0-8-0 ST fueron construidas para Krupp en 1944. Se cree que estas locomotoras llevaban placas de fábrica Krupp. La primera locomotora entregada después de la liberación de París en agosto de 1944 fue la máquina de número 1875, una 0-8-0T de ancho estándar de diseño similar a las locomotoras construidas para Krupp. La última locomotora construida para un tren ligero francés fue la máquina número 1926, construida para el Chemin de Fer de Cambrésis en 1948. La última locomotora, número de serie 1962, fue ordenada por Houillères du Bassin d'Auvergne, pero posteriormente fue cancelada. Sin embargo, una locomotora con el número de serie 1962, ¡se registró en servicio con la compañía en 1955!

## Locomotoras Corpet-Louvet preservadas
| Imagen | Número de serie | Año  | Tipo                    | Ancho de vía        | Identificación                                                                       | Localización                                                                                  |
| ------ | --------------- | ---- | ----------------------- | ------------------- | ------------------------------------------------------------------------------------ | --------------------------------------------------------------------------------------------- |
|        | 439             | 1887 | 0-6-0 PT                | 600 mm (1' 113/5")  | Minas de Aller "2", Sociedad Hullera Española 2,                                     | Ferrocarril Statfold Barn                                                                     |
|        | 467             | 1888 | 0-6-0 PT                | 600 mm (1' 113/5")  | Minas de Aller "3", Sociedad Hullera Española 3,                                     | Minas de Lousal (Portugal)                                                                    |
|        | 493             | 1888 | 0-6-0 T                 | 1000 mm (3' 32/5")  | Loddington Ironstone Co., ex Chemin de Fer du Cambrésis #5                           | Irchester Narrow Gauge Railway Museum                                                         |
|        | 534             | 1890 | 0-6-2 T                 | 1000 mm (3' 32/5")  | SE Meuse #26                                                                         | Bar-le-Duc, Francia                                                                           |
|        | 542             | 1891 | 0-6-0 PT                | 600 mm (1' 113/5")  | Minas de Aller "5", Sociedad Hullera Española # 5                                    | Museo del Ferrocarril de Asturias, Gijón (España)                                             |
|        | 691             | 1897 | 0-6-0 T                 | 1000 mm (3' 32/5")  | CF Drôme #14                                                                         | Charente, Francia                                                                             |
|        | 710             | 1898 |                         |                     | Enterprise Piketty                                                                   | Musée des tramways à vapeur et des chemins de fer secondaires français (MTVS), Butry-sur-Oise |
|        | 1097            | 1906 | 2-6-0 T                 | 1000 mm (3' 32/5")  | Transports de l'Aisne #1                                                             | Chemin de Fer de la Baie de Somme, Saint-Valery-sur-Somme                                     |
|        | 1087            | 1907 | 0-6-0 T                 | 1000 mm (3' 32/5")  | Chemins de Fer Nord-Pas de Calais                                                    | Érezée, Bélgica                                                                               |
|        | 1234            | 1909 | 0-6-0 T                 | 1000 mm (3' 32/5")  | Tranvía de Ile et Vilaine #75                                                        | Musée des tramways à vapeur et des chemins de fer secondaires français (MTVS), Butry-sur-Oise |
|        | 1250            | 1909 | 0-6-0 T                 | 1000 mm (3' 32/5")  | CF Économiques des Charentes No. 52                                                  | Charente, Francia                                                                             |
|        | 1546            | 1918 | 0-4-0T                  | 1435 mm (4' 81/2")  | #105, Forges de Fourchambault                                                        | Musée Vivant du Train à Vapeur (AJECTA), Longueville, París                                   |
|        | 1589            | 1921 | 0-4-0 T                 | 1000 mm (3' 32/5")  | Enterprise Paul Frot #11                                                             | Train du Bas Berry (36)                                                                       |
|        | 1614            | 1923 | 0-8-0 T                 | 1000 mm (3' 32/5")  | Enterprise Paul Frot #22                                                             | Voie Férrées du Velay                                                                         |
|        | 1616            | 1923 | 0-8-0 T                 | 1000 mm (3' 32/5")  | Enterprise Paul Frot #24                                                             | Train du bas Berry (36)                                                                       |
|        | 1629            | 1924 | 2-6-2 T TCDD 3511 class | 1435 mm (4' 81/2")  | TCDD #3513                                                                           | Estación de Kaklik, Turquía                                                                   |
|        | 1634            | 1923 | 0-6-0 T                 | 1435 mm (4' 81/2")  | Cévennes Colliery                                                                    | CFT de la Sarthe, Connerre-Belle, Francia                                                     |
|        | 1665            | 1925 | 0-6-0 T                 | 1200 mm (3' 111/5") | Trois Rivières Distillery, Martinique. # desconocido                                 | Martinica                                                                                     |
|        | 1667            | 1925 | 0-4-0 T                 | 1000 mm (3' 32/5")  | Enterprise Paul Frot #15                                                             | Chemin de Fer de la Baie de Somme                                                             |
|        | 1672            | 1927 | 0-4-0 T                 | 1435 mm (4' 81/2")  | Enterprise Paul Frot #25                                                             | Chemins de Fer de la Baie de Somme                                                            |
|        | 1673            | 1927 | 0-4-0 T                 | 1000 mm (3' 32/5")  | Enterprise Paul Frot #26                                                             | MTVS, Butry-ur-Oise                                                                           |
|        | 1679            | 1927 | 0-6-0 T                 | 1000 mm (3' 32/5")  | Chemin de Fer des Côtes-du-Nord #36                                                  | MTVS, Butry-sur-Oise                                                                          |
|        | 1701            | 1925 | 0-6-0 T                 | 1200 mm (3' 111/5") | Usine Sainte Marie, Martinica                                                        | Location: St. James Sugar Cane Museum, Sainte-Marie (Martinica)                               |
|        | 1705            | 1926 | 2-10-0 TCDD 56911 class | 1435 mm (4' 81/2")  | TCDD #56911                                                                          | Estación de Nazilli, Turquía                                                                  |
|        | 1706            | 1926 | 2-10-0 TCDD 56911 class | 1435 mm (4' 81/2")  | TCDD #56912                                                                          | Alaşehir, Turquía                                                                             |
|        | 1708            | 1929 | 2-10-0 TCDD 56911 class | 1435 mm (4' 81/2")  | TCDD #56914                                                                          | Çamlik, Turquía                                                                               |
|        | 1711            | 1926 | 2-10-0 TCDD 56911 class | 1435 mm (4' 81/2")  | TCDD #56917                                                                          | Çamlik, Turquía                                                                               |
|        | 1718            | 1926 |                         |                     | Usina Rio Una #? Usina Barreiro #6 "Coronel Othon"                                   | Museu do Una in São José da Coroa Grande, Pernambuco (Brasil)                                 |
|        | 1816            | 1932 | 0-6-0 T                 | 1435 mm (4' 81/2")  | S.E, 3071                                                                            | CFT des Landes de Gascogne                                                                    |
|        | 1908            | 1949 | 4-6-4 SNCF 232.U        | 1435 mm (4' 81/2")  | SNCF 232.U.1                                                                         | Cité du train, Mulhouse, Francia                                                              |
|        | 1933            | 1948 | 0-6-0 T                 | 1435 mm (4' 81/2")  | Cévennes Colliery #8                                                                 | Ambert, Francia                                                                               |
|        | 1943            | 1950 | 2-8-2 Indian ZE         | 610 mm (2')         | Bengal Nagpur Railway 502, later South Eastern Railway (India) #8 (all-India scheme) | Estación de Nainpur, India                                                                    |
|        | 1953            | 1951 | 2-8-2 Indian ZE         | 610 mm (2')         | Bengal Nagpur Railway 512, later South Eastern Railway #18 (all-India scheme)        | Purulia, India                                                                                |
|        | 1957            | 1951 | 2-6-2 Indian ZB         | 610 mm (2')         | Western Railway (India) #304, Indian Railways #72                                    | Godrha, India                                                                                 |
|        | 1958            | 1951 | 2-6-2 Indian ZB         | 610 mm (2')         | Western Railway (India) #305, Indian Railways #73                                    | Jardín Botánico Sanjay Gandhi, Patna, India                                                   |
|        | 1962            | 1951 | 0-4-0 T                 | 1435 mm (4' 81/2")  | Auvergne Collieries                                                                  | Le Cannet, Francia (última máquina construida)                                                |